# Sonia Mills
Sonia Mills (ur. 24 stycznia 1980 w Emerald) – australijska wioślarka.

## Osiągnięcia
- Mistrzostwa Świata – Banyoles 2004 – czwórka bez sternika – 8. miejsce[1].
- Mistrzostwa Świata – Gifu 2005 – ósemka – 1. miejsce[1].
- Mistrzostwa Świata – Eton 2006 – czwórka podwójna – 2. miejsce[1].
- Mistrzostwa Świata – Monachium 2007 – czwórka podwójna – 7. miejsce[1].
- Igrzyska Olimpijskie – Pekin 2008 – dwójka podwójna – 8. miejsce[1].